# Широнинцы
Широ́нинцы — солдаты взвода под командованием лейтенанта П. Н. Широнина, принявшие бой с превосходящими силами вермахта возле села Тарановка (Харьковская область, УССР), со 2-го марта по 6-е марта 1943 года.

## История
В боях под Москвой и на Северо-Западном фронте отличилась 71-я морская стрелковая бригада, ставшая впоследствии 2-й гвардейской стрелковой бригадой, с апреля 1942 года была преобразована в 25-ю гвардейскую стрелковую дивизию.
После Сталинградского сражения Красная армия перешла в наступление, в ходе которого вышла к Харькову. Командование вермахта создало мощную группировку юго-западнее Харькова. 78-й гвардейский полк 25-й гвардейской стрелковой дивизии, в который входил взвод лейтенанта Широнина, держал позиции в районе села Тарановка.
Взвод оборонял позиции у железнодорожного переезда в районе села. В период со 2-го по 6-е марта 1943 года взвод выдержал несколько боёв за переезд. 5-го марта противник предпринял самую мощную попытку захватить переезд, чтобы на занятые позиции могли выйти бронепоезда для обстрела Харькова. Позиции взвода атаковали 25 немецких танков и 15 бронетранспортёров. Единственное 45-миллиметровое орудие, имевшееся во взводе, было уничтожено в ходе второй атаки гитлеровцев. Однако бойцы огнём из противотанковых ружей, гранатами и бутылками с зажигательной смесью, уничтожили 10 танков, самоходное орудие и бронетранспортёр, а огнём из пулемётов и пистолетов-пулемётов — свыше 100 солдат противника. Несколько бойцов взвода бросились с гранатами под вражеские танки, жертвуя своими жизнями. В ходе ожесточённого боя большая часть взвода погибла. В живых осталось только 6 человек. Все погибшие бойцы взвода были похоронены в братской могиле в селе Тарановка.
За этот бой широнинцев стали называть «украинскими панфиловцами».
18 марта 1943 года Указом Президиума Верховного Совета СССР 25 человек из взвода Широнина были удостоены звания Героев Советского Союза.

## Взвод Широнина
| №  | Ф. И. О                       | Звание          | Должность                 | Дата и место рождения                                                                   | Дата смерти     | Место захоронения                |
| -- | ----------------------------- | --------------- | ------------------------- | --------------------------------------------------------------------------------------- | --------------- | -------------------------------- |
| 1  | Широнин Пётр Николаевич       | Лейтенант       | Командир взвода           | 12 июня 1909 года, город Кирс Верхнекамского района Кировской области                   | 30 июня 1968    | Город Кирс                       |
| 2  | Нечипуренко Сергей Васильевич | Старшина        | командир отделения        | 1910 год, село Лукьяновка Семиозёрного района Кустанайской области                      | 5 марта 1943    | Тарановка                        |
| 3  | Зимин Сергей Григорьевич      | Старшина        | командир отделения        | 1907 год, деревня Вьюн Сергачского района Нижегородской области                         | 5 марта 1943    | Тарановка                        |
| 4  | Болтушкин Александр Павлович  | Старший сержант | помощник командира взвода | 1904 год, деревня Сарафановская Кулига Нюксенского района Вологодской области           | 5 марта 1943    | Тарановка                        |
| 5  | Вернигоренко Иван Григорьевич | Старший сержант | командир отделения        | 19 сентября 1918 года, хутор Новомихайловский Новоодесского района Николаевской области | 26 января 1984  | Тарановка                        |
| 6  | Сухин Александр Иванович      | Сержант         | командир отделения        | 15 августа 1923 года, село Васильевка Матвеевского района Оренбургской области          | 5 марта 1943    | Тарановка                        |
| 7  | Кирьянов Николай Иванович     | Сержант         | командир отделения        | 17 февраля 1921 года, город Тверь                                                       | 5 марта 1943    | Тарановка                        |
| 8  | Седых Иван Викторович         | Сержант         | командир отделения        | 1904 год, город Тверь                                                                   | 5 марта 1943    | Тарановка                        |
| 9  | Грудинин Василий Семёнович    | Сержант         | командир отделения        | 1913 год                                                                                | 5 марта 1943    | Тарановка                        |
| 10 | Букаев Иван Прокофьевич       | Красноармеец    | стрелок                   | 31 мая 1901 года, село Станично-Луганское Луганской области                             | 11 августа 1971 | Станично-Луганское               |
| 11 | Визгалин Иван Павлович        | Красноармеец    | стрелок                   | 1920 год, Тихорецк Краснодарского края                                                  | 5 марта 1943    | Тарановка                        |
| 12 | Гертман Павел Андреевич       | Красноармеец    | стрелок                   | 1911 год, город Харьков                                                                 | 5 марта 1943    | Тарановка                        |
| 13 | Злобин Яков Дмитриевич        | Красноармеец    | стрелок                   | 1917 год, село Михайлово Бобровского района Воронежской области                         | 5 марта 1943    | Тарановка                        |
| 14 | Исаков Василий Леонович       | Красноармеец    | стрелок                   | 1916 год, деревня Турмасово Мичуринского района Тамбовской области                      | 30 августа 1943 | Город Россошь                    |
| 15 | Крайко Алексей Иванович       | Красноармеец    | стрелок                   | 18 мая 1911 года, деревня Равнополье Пуховичского района Минской области                | 5 марта 1943    | Тарановка                        |
| 16 | Павлов Василий Михайлович     | Красноармеец    | стрелок                   | 10 июля 1904 года, деревня Верхний Рыстюг Никольского района Вологодской области        | 5 марта 1943    | Тарановка                        |
| 17 | Силаев Иван Николаевич        | Красноармеец    | стрелок                   | 1915 год, село Новиково Арзамасского района Нижегородской области                       | 5 марта 1943    | Тарановка                        |
| 18 | Скворцов Андрей Аркадьевич    | Красноармеец    | стрелок                   | 1894 год, село Страли, ныне Скворцово Варнавинского района Нижегородской области        | 5 марта 1943    | Тарановка                        |
| 19 | Субботин Николай Иванович     | Красноармеец    | стрелок                   | 1908 год, город Харьков                                                                 | 5 марта 1943    | Тарановка                        |
| 20 | Танцуренко Василий Дмитриевич | Красноармеец    | стрелок                   | 5 марта 1913 года, село Прилуки Хорольского района Приморского края                     | 5 марта 1943    | Тарановка                        |
| 21 | Торопов Александр Фёдорович   | Красноармеец    | стрелок                   | 1923 год, село Высоково Мышкинского района Ярославской области                          | 27 мая 1946     | Город Мостиска Львовской области |
| 22 | Тюрин Александр Николаевич    | Красноармеец    | стрелок                   | 28 августа 1909 года, город Тула                                                        | 18 июня 1980    | Тула                             |
| 23 | Фаждеев Степан Петрович       | Красноармеец    | стрелок                   | 1916 год, город Харьков                                                                 | 5 марта 1943    | Тарановка                        |
| 24 | Чертенков Иван Матвеевич      | Красноармеец    | стрелок                   | 1912 год, село Рождественка Тимского района района Курской области                      | 5 марта 1943    | Тарановка                        |
| 25 | Шкодин Пётр Тихонович         | Красноармеец    | стрелок                   | 25 февраля 1923 года, село Лопухинка Губкинского района Белгородской области            | 5 марта 1943    | Тарановка                        |

## Память
- Вечный огонь в селе Тарановка.[5]
- Железнодорожная платформа в селе Тарановка называется «Широнино».
- В их память рыболовный траулер назван «Герои Широнинцы».
- На родине героев установлены памятники и их именами названы улицы.
- В их память в Харькове названа улица Гвардейцев Широнинцев, в Кирове — улица Широнинцев.
- Герои-широнинцы были навечно зачислены в списки 326-го стрелкового полка 25-й стрелковой дивизии.
- Подвиг широнинцев лёг в основу сценария кинофильма Леонида Быкова «Аты-баты, шли солдаты…».